# Samuel Greenhouse
Samuel Greenhouse (13 stycznia 1918 w Nowym Jorku, zm. 29 września 2000) – amerykański statystyk, profesor George Washington University. 
Współtwórca (wspólnie z Seymourem Geisserem) procedury statystycznej zwanej poprawką Greenhouse’a-Geissera, która jest metodą korygowania braku sferyczności podczas wykonywania analizy wariancji dla pomiarów powtarzanych.